# Olympische Sommerspiele 2020/Schießen – 10 m Luftgewehr (Mixed)
Zum ersten Mal in der olympischen Geschichte fand in der Disziplin 10 m Luftgewehr ein Mixedwettbewerb bei den Olympischen Spielen 2020 in Tokio statt. Der Wettkampf wurde am 27. Juli 2021 in der Asaka Shooting Range ausgetragen.

## Titelträger
| Olympiasieger | nicht im olympischen Programm | Rio de Janeiro 2016 |
| Weltmeister   | Yang Haoran / Zhao Ruozhu     | Changwon 2018       |

## Ergebnisse

### Qualifikation 1
| Rang | Athleten                                    | Nation               | 1     | 2     | 3     | Gesamt | Anmerkungen |
| ---- | ------------------------------------------- | -------------------- | ----- | ----- | ----- | ------ | ----------- |
| 1    | Yang Qian Yang Haoran                       | China 1              | 210,6 | 210,6 | 212,0 | 633,2  | Q2, WR      |
| 2    | Aneta Stankiewicz Tomasz Bartnik            | Polen                | 211,9 | 209,6 | 209,3 | 630,8  | Q2          |
| 3    | Kwon Eun-ji Nam Tae-yun                     | Südkorea 1           | 209,5 | 209,6 | 211,4 | 630,5  | Q2          |
| 4    | Anastassija Galaschina Wladimir Maslennikow | ROC 1                | 209,6 | 210,4 | 209,8 | 629,8  | Q2          |
| 5    | Alison Weisz William Shaner                 | Vereinigte Staaten 2 | 209,4 | 210,5 | 209,8 | 629,7  | Q2          |
| 6    | Julija Karimowa Sergei Kamenski             | ROC 2                | 209,3 | 209,0 | 210,6 | 628,9  | Q2          |
| 7    | Mary Tucker Lucas Kozeniesky                | Vereinigte Staaten 1 | 209,6 | 209,9 | 208,5 | 628,0  | Q2          |
| 8    | Eszter Mészáros István Péni                 | Ungarn               | 208,6 | 209,7 | 209,6 | 627,9  | Q2          |
| 9    | Jenny Stene Jon-Hermann Hegg                | Norwegen 2           | 209,8 | 208,9 | 208,1 | 626,8  |             |
| 10   | Jeanette Hegg Duestad Henrik Larsen         | Norwegen 1           | 209,1 | 209,9 | 207,8 | 626,8  |             |
| 11   | Zhang Yu Sheng Lihao                        | China 2              | 207,1 | 209,7 | 209,9 | 626,7  |             |
| 12   | Elavenil Valarivan Divyansh Singh Panwar    | Indien 1             | 208,6 | 208,1 | 209,8 | 626,5  |             |
| 13   | Haruka Nakaguchi Naoya Okada                | Japan 1              | 207,5 | 209,3 | 208,8 | 625,6  |             |
| 14   | Lin Ying-shin Lu Shao-chuan                 | Chinesisch Taipeh    | 207,1 | 209,6 | 208,7 | 625,4  |             |
| 15   | Najmeh Khedmati Mahyar Sedaghat             | Iran                 | 207,4 | 208,5 | 209,0 | 624,9  |             |
| 16   | Andrea Arsović Milutin Stefanović           | Serbien 1            | 209,8 | 207,4 | 207,3 | 624,5  |             |
| 17   | Snježana Pejčić Petar Gorša                 | Kroatien             | 207,9 | 207,0 | 209,3 | 624,2  |             |
| 18   | Anjum Moudgil Deepak Kumar                  | Indien 2             | 206,4 | 210,3 | 207,1 | 623,8  |             |
| 19   | Elise Collier Alex Hoberg                   | Australien 2         | 207,5 | 208,9 | 207,2 | 623,6  |             |
| 20   | Park Hee-moon Kim Sang-do                   | Südkorea 2           | 206,4 | 209,0 | 207,9 | 623,3  |             |
| 21   | Anna Nielsen Steffen Olsen                  | Dänemark             | 205,8 | 209,6 | 207,7 | 623,1  |             |
| 22   | Katarina Kowplos Dane Sampson               | Australien 1         | 209,5 | 207,2 | 206,4 | 623,1  |             |
| 23   | Maryja Martynawa Juryj Schtscherbazewitsch  | Weißrussland         | 206,7 | 208,1 | 207,8 | 622,6  |             |
| 24   | Sofia Ceccarello Marco Suppini              | Italien              | 208,0 | 207,0 | 207,1 | 622,1  |             |
| 25   | Nikola Šarounová David Hrčkulák             | Tschechien           | 205,1 | 208,1 | 207,4 | 620,6  |             |
| 26   | Shiori Hirata Takayuki Matsumoto            | Japan                | 207,2 | 204,8 | 208,3 | 620,3  |             |
| 27   | Fernanda Russo Alexis Eberhardt             | Argentinien          | 207,7 | 206,0 | 206,1 | 618,2  |             |
| 28   | Alzahraa Shaban Osama El-Saeid              | Ägypten              | 204,8 | 206,6 | 206,1 | 617,5  |             |
| 29   | Sanja Vukašinović Milenko Sebić             | Serbien 2            | 206,0 | 204,8 | 201,6 | 612.4  |             |

### Qualifikation 2
| Rang | Athleten                                    | Nation               | 1     | 2     | Gesamt | Anmerkungen |
| ---- | ------------------------------------------- | -------------------- | ----- | ----- | ------ | ----------- |
| 1    | Yang Qian Yang Haoran                       | China 1              | 209,5 | 210,2 | 419,7  | QG          |
| 2    | Mary Tucker Lucas Kozeniesky                | Vereinigte Staaten 1 | 208,1 | 209,9 | 418,0  | QG          |
| 3    | Kwon Eun-ji Nam Tae-yun                     | Südkorea 1           | 208,9 | 208,6 | 417,5  | QB          |
| 4    | Julija Karimowa Sergei Kamenski             | ROC 2                | 208,7 | 208,4 | 417,1  | QB          |
| 5    | Anastassija Galaschina Wladimir Maslennikow | ROC 1                | 209,9 | 207,1 | 417,0  |             |
| 6    | Alison Weisz William Shaner                 | Vereinigte Staaten 2 | 208,4 | 208,4 | 416,4  |             |
| 7    | Eszter Mészáros István Péni                 | Ungarn               | 206,1 | 208,5 | 414,6  |             |
| 8    | Aneta Stankiewicz Tomasz Bartnik            | Polen                | 206,8 | 207,2 | 414,0  |             |

### Begegnung um Bronze
| Rang | Athleten                        | Nation     | Gesamt | Anmerkungen |
| ---- | ------------------------------- | ---------- | ------ | ----------- |
| 3    | Julija Karimowa Sergei Kamenski | ROC 2      | 17     |             |
| 4    | Kwon Eun-ji Nam Tae-yun         | Südkorea 1 | 9      |             |

### Begegnung um Gold
| Rang | Athleten                     | Nation               | Gesamt | Anmerkungen |
| ---- | ---------------------------- | -------------------- | ------ | ----------- |
| 1    | Yang Qian Yang Haoran        | China 1              | 17     |             |
| 2    | Mary Tucker Lucas Kozeniesky | Vereinigte Staaten 1 | 13     |             |